# Joods Nationaal Fonds

KKL-JNF-logo

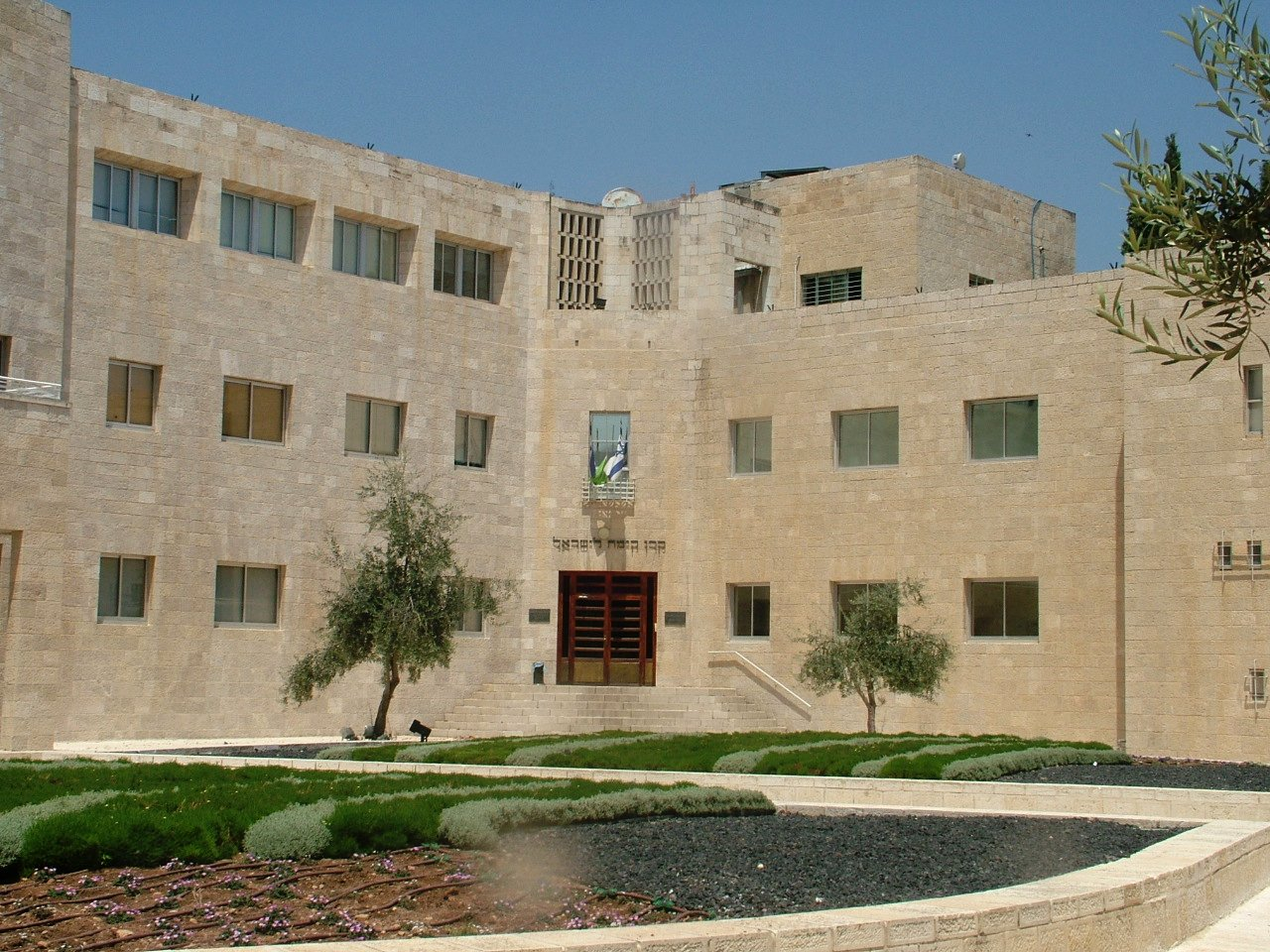
KKL-JNF-hoofdkantoor in Jeruzalem

Het Joods Nationaal Fonds / JNF of KKL-JNF is een zionistisch organisatie voor fondsenwerving. Het is gesticht in 1901 met als doel om fondsen te werven voor de oprichting van een Joods thuisland in destijds Palestina. Het fonds is actief in meer dan 55 landen, verspreid over de hele wereld. Het JNF was eerst in Wenen gevestigd, daarna in Keulen, en vervolgens in Den Haag. In mei 1922 werd het kantoor in West-Jeruzalem geopend.
In 1953 werd het JNF gereorganiseerd en kwam het Keren Kajemet LeJisrael (KKL-JNF) voor Israël tot stand. De toegevoegde Hebreeuwse afkorting KKL: קרן קימת לישראל (Keren Kayemet LeYisrael, wat letterlijk betekent "Eeuwig Fonds voor Israël"), is gebaseerd op teksten en wetten in de Hebreeuwse Bijbel (Leviticus 25:23) en rabbijnse literatuur. Het hoofdkantoor bevindt zich in West-Jeruzalem, in hetzelfde gebouw waarin de Jewish Agency for Israel is gevestigd. Behalve het planten van bomen, de aanleg van parken en het creëren van nieuwe gemeenschappen en steden voor Israëli ontwikkelt het KKL-JNF ecologische en educatieve zionistische projecten ten behoeve van alle inwoners van de staat Israël. In september 2004 werd de organisatie door de Verenigde Naties erkend als een niet-gouvernementele organisatie (ngo). KKL-JNF werkt mee aan de doelstellingen van de VN, bijvoorbeeld op het gebied van klimaatverandering, schoon water en voedsel.

## Stichting en doel

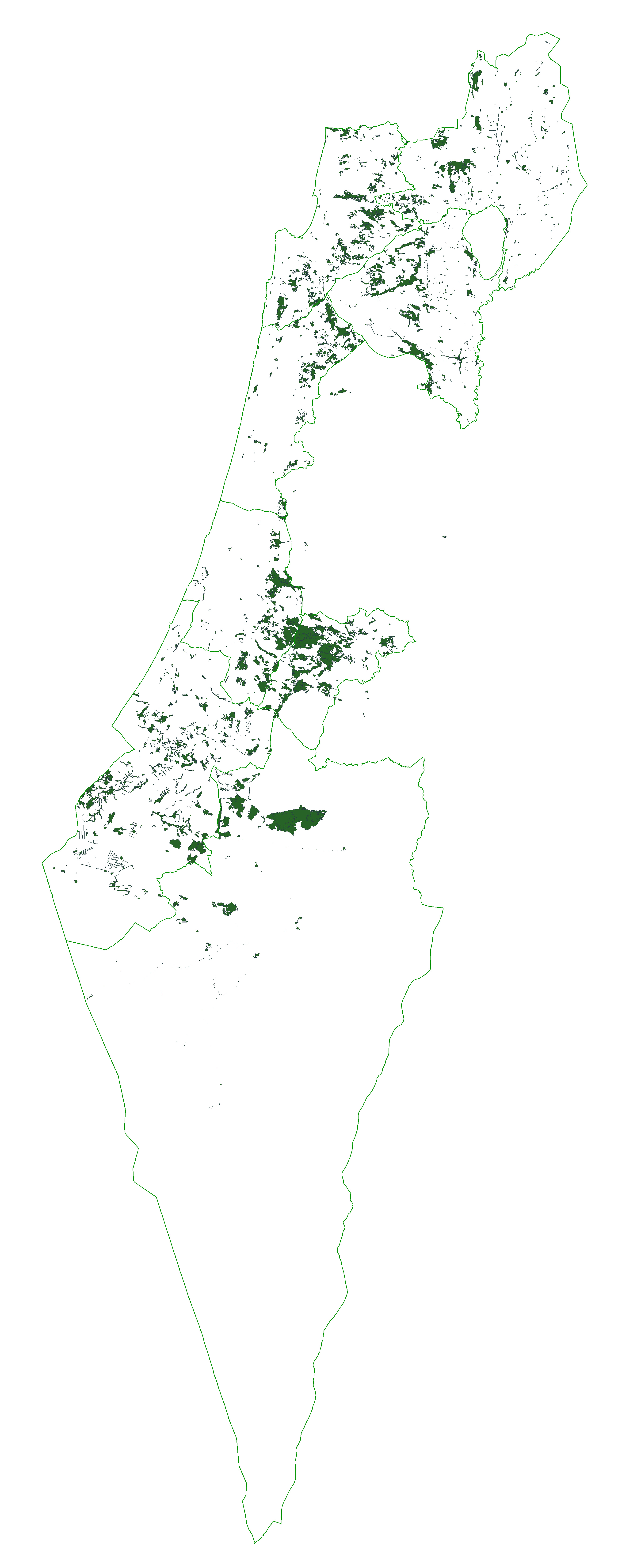
Kaart van aangeplante bossen in Israël door het KKL-JNF

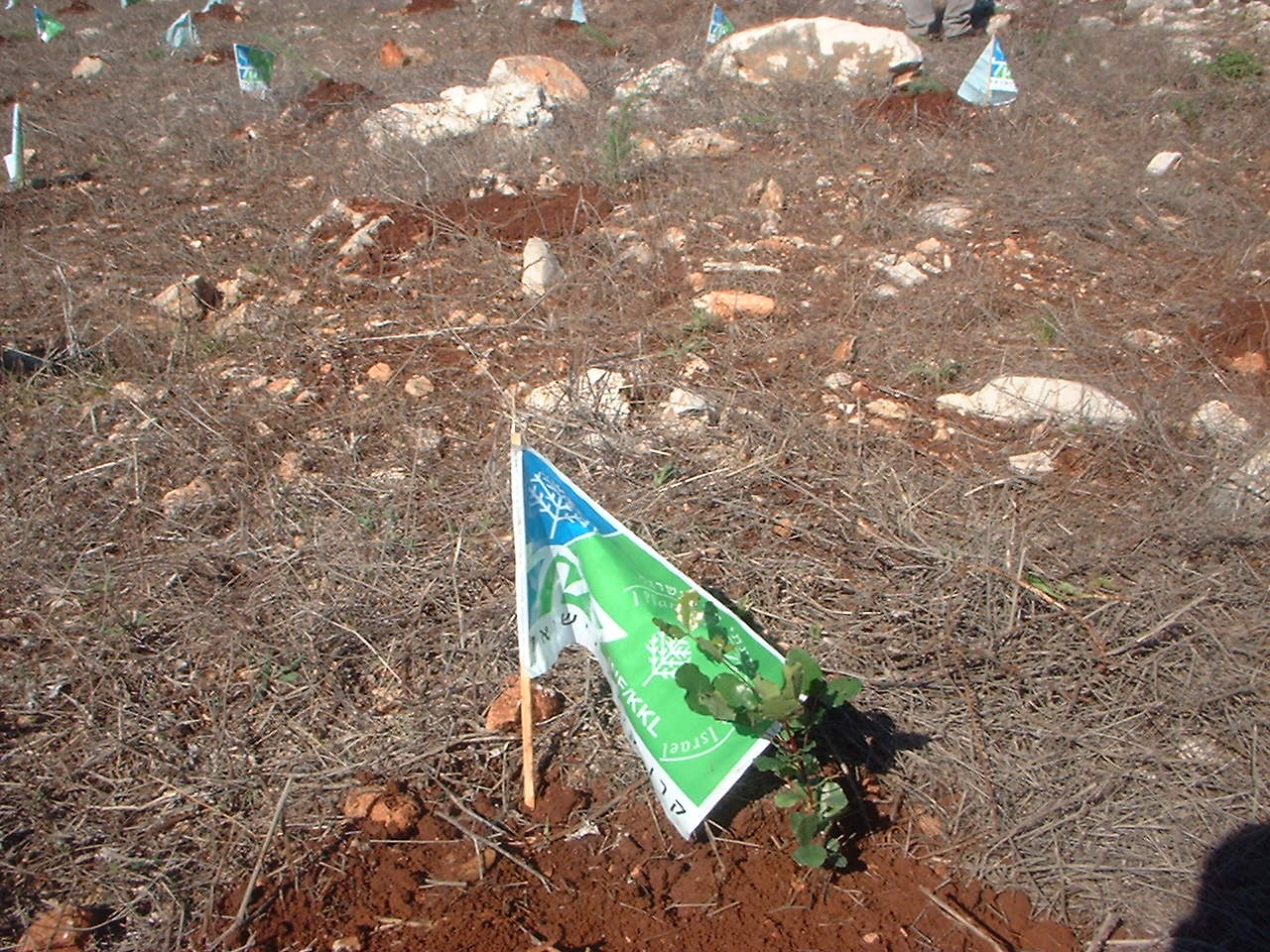
Nieuw geplante jonge boom door het KKL-JNF

Het voorstel tot oprichting van een landfonds kwam van de Russische zionistische rabbijn en wiskundige Zvi Hermann Schapira, die dit inbracht op het eerste congres van de Zionistische Wereldorganisatie (WZO) in 1897 in Bazel. Tijdens het 5e congres van de WZO in 1901, eveneens in Bazel, werd - met steun van Theodor Herzl - het Joods Nationaal Fonds opgericht met als doel geld in te zamelen om in Palestina, dat toen deel uitmaakte van het Ottomaanse Rijk, voor Joodse pioniers grond aan te kopen.
Ook had het fonds als doel het vruchtbaar maken van het land en het aanleggen van watervoorzieningen. Later kwamen daar als doelstellingen bij het planten van bomen en onderzoek naar leefbaarheid.
De organisatie is werkzaam in heel Israël en opereert samen met de Israëlische 'Settlement Division' (opgericht in 1971) ten bate van de vestiging, uitbreiding en economische ontwikkeling van Israëlische nederzettingen in de door Israël bezette gebieden.

### JNF Nederland
KKL-JNF heeft wereldwijd nationale afdelingen. Ook Nederland heeft een zelfstandige stichting onder de naam JNF Nederland, opgericht in mei 1927. De aandacht van het JNF gaat in het bijzonder uit naar bebossing, land- en tuinbouw, innovatief waterbeheer en research. Alle projecten van JNF Nederland vallen binnen de internationaal erkende grenzen van Israël.
Vanaf 1905 kwam het fonds met het "blauwe JNF collectebusje". Dat werd populair in Joodse en niet-Joodse huizen en instanties, zodat mensen hun bijdrage konden doen, hoe klein ook. Vanaf 1907 begon het JNF met het uitgeven van boomcertificaten voor de aanplant van in eerste instantie olijfbomen, maar vanaf 1912 ook andere bomen. Het eerste woud was het Theodor Herzl-Woud (1908) bij Ben Shemen/Lydda. In 1920 organiseerde het JNF zijn eerste loterij. Daarnaast organiseert het fonds acties rond joodse feestdagen.
Gedurende de Eerste Wereldoorlog namen de inkomsten van het JNF gestaag toe, gestimuleerd door de grote oorlogsdreigingen in Europa alsmede door de totstandkoming van de Balfourdeclaratie. Bij het 25-jarig bestaan van het JNF (1927) werd een grote opbrengst bereikt door het uitbrengen van een speciaal herinneringscertificaat en een beker ontworpen door Copier uit Leerdam. Bij het 30-jarig jubileum kon een heel nieuw Nederlands woud worden gerealiseerd.
Tijdens de Tweede Wereldoorlog, in oktober 1941, werd het fonds door de Duitse bezetters opgeheven, maar na de oorlog werd het weer opgericht. De eerste actie van het fonds was het aanplanten van het Joop Westerweel-Woud in Gal Ed, ter nagedachtenis aan deze omgebrachte verzetsheld en als eerbetoon aan alle andere verzetsmensen.
Ter gelegenheid van het 10-jarig bestaan van Israël werd het Nederlandse Woud opgericht, dat reeds in 1960 bij Adullam ingewijd kon worden in aanwezigheid van dr. Willem Drees Sr. Begin jaren zeventig werden de eerste plannen ontwikkeld om bebossing in de uiterst onvruchtbare en droge woestijn van Israël te realiseren (tot op heden 60% van het landoppervlak). Dit resulteerde in het Yatir-Woud in het noorden van de Negev-woestijn, tussen Beër Sjeva en Arad. Bovendien werd een aanvang gemaakt met het realiseren van landbouwprojecten met als hoofddoel de woestijn leefbaar te maken, waaronder Kadesh Barnea in 1977. Dit agrarisch dorp is uitgegroeid tot een volwaardig producerende gemeenschap van groente, fruit- en zoetwatervis. In de omgeving van Paran in het midden van de Arava Woestijn, het droogste gedeelte van de Negev, is een zelfstandig producerende moshav van groente, bloemen, fruit en dadels ontstaan. In 1998 is het Holland Park Eilat gerealiseerd.
Het JNF richtte ook het Koningin Wilhelmina-Woud op, ter gelegenheid van de 90ste verjaardag van de voormalige vorstin, en het Koningin Juliana-Woud ter gelegenheid van haar 65ste verjaardag. In 2011 werd door het fonds een monument voor Anne Frank geplaatst, ontworpen door Piet Cohen. In 2013 ontwikkelde het JNF het Koning Willem-Alexander Waterproject, in de omgeving van Mitspe Ramon, en bedoeld voor irrigatie en ontwikkeling van groen in de omgeving van dit dorp midden in de Negev-woestijn.

## Activiteiten in Palestina
Sinds de oprichting in 1901 kocht KKL-JNF in Palestina grond aan voor de oprichting van een Joodse staat en startte in 1908 ook met de aanleg van parken en bossen. Volgens de eerste pioniers troffen zij kale, droge vlaktes aan met veel moerassen. Dat zorgde voor ziektes als malaria. De aangeplante bomen vergrootten de leefbaarheid en hielden vooral het water vast. Andere activiteiten van het JNF naast het droogleggen van moerassen waren het bouwen van nederzettingen en het opzetten van landbouwprojecten. In aanvang werd het geld vooral ingezameld bij Joden en christenen in de diaspora. Bebossing was en blijft een belangrijke activiteit van het fonds. Een boom wordt geplant op naam van de donateur, die dan een boomcertificaat ontvangt. Het eerste bos waarin bomen geplant werden was het Theodor Herzl-Woud.
Na de Eerste Wereldoorlog in 1918 bezat het JNF ongeveer 5% van het grondgebied van wat toen het Mandaatgebied Palestina werd. Tijdens het mandaat van het Verenigd Koninkrijk over Palestina verkochten Arabische eigenaren hun grond aan het JNF. De meeste gronden die JNF verkreeg zijn evenwel niet rechtmatig verkregen middels aankoop. De Palestijnen die op die gronden leefden en werkten werden gedwongen te vertrekken. Het land werd daarna verpacht aan de Europese Joden die naar Palestina emigreerden. Dit gebeurde onder meer met Wadi Hawareth bij Toelkarem. Tijdens de periode van het Britse mandaat was Yosef Weitz een centrale figuur bij het JNF, hoofd van de afdeling "Land aankoop".

### Politieke betrokkenheid

#### Palestina-dossier
Tijdens het Brits mandaat in Palestina was het KKL-JNF begonnen met het aanleggen van Palestijnse dorpen-dossiers (in het Engels The Village Files). Alle Palestijnse dorpen werden accuraat in kaart gebracht, ook met behulp van luchtfoto's: toevoerwegen, kwaliteit van de akkers, waterbronnen, bronnen van inkomsten, religies/geestelijkheid, mogelijke joodse oorsprong van het dorp, relatie met nabuurdorpen, leeftijdsopbouw van de mannelijke bevolking, houding ten aanzien van het zionisme, participatie(graad) aan de opstand van 1936-1939, namen van hen die verdacht werden van moorden op Joden. Om tot zulke accurate dossiers te komen werkte men met een netwerk van informanten/collaborateurs, dat gemanaged werd door "Arabisten" (Oriëntalistiek). In 1943 werd het archief opnieuw geordend, vooral door één man, Ezra Danin.
In weerwil van onderhandelingen sinds 1947 over Verdelingsplan voor Palestina werd kort voordat op 15 mei 1948 het Britse Mandaat officieel afliep door zionistische Joodse leiders onder leiding van David Ben Gurion een staat uitgeroepen met de naam Israël. Daarop brak de Arabisch-Israëlische Oorlog van 1948 uit en werden door Israël meer dan 500 Palestijnse dorpen veroverd en verwoest, Arabisch-Palestijnse inwoners gedood, en ruim 711.000 Palestijnen het land uit verdreven: de Palestijnse Nakba. Deze Palestijnen mochten van de net gestichte staat Israël na de oorlog bij wet niet terugkeren naar hun land en bezittingen. 
Aan de vooravond van 14 mei 1948, de stichtingsdatum van de staat Israël, bezat KKL-JNF 936.000 dunam grond in Palestina. De activiteiten van het JNF dienden ook politieke doeleinden zoals het aanleggen van waterreservoirs, het planten en onderhouden van bomen en het uitbreiden van grondgebied buiten de grenzen van het besloten Verdelingsplan van de VN voor politieke doeleinden. Tussen mei en oktober 1948 werd een "Transfer Committee" opgericht, waarvan Yosef Weitz namens het JNF aan het hoofd stond, samen met Eliahu Sasson van de Jewish Agency en Ezra Danin van het Israëlische oorlogskabinet. Het comité had nauw contact met David Ben Gurion, het Israëlische kabinet en de plaatselijk opererende Hagana-functionarissen.
In 1950 werd de Absenty Property Law, de Wet betreffende de Eigendommen van Afwezigen (de in 1948 verdreven Palestijnse bewoners) aangenomen, waarmee Israël zich het land en de eigendommen kon toe-eigenen.
In de jaren zeventig van de twintigste eeuw begon men met het bebossen van de Negev-woestijn, door het Yatir-Woud aan te leggen tussen Beer Sheva en Arad.

National Water Carrier van Israël

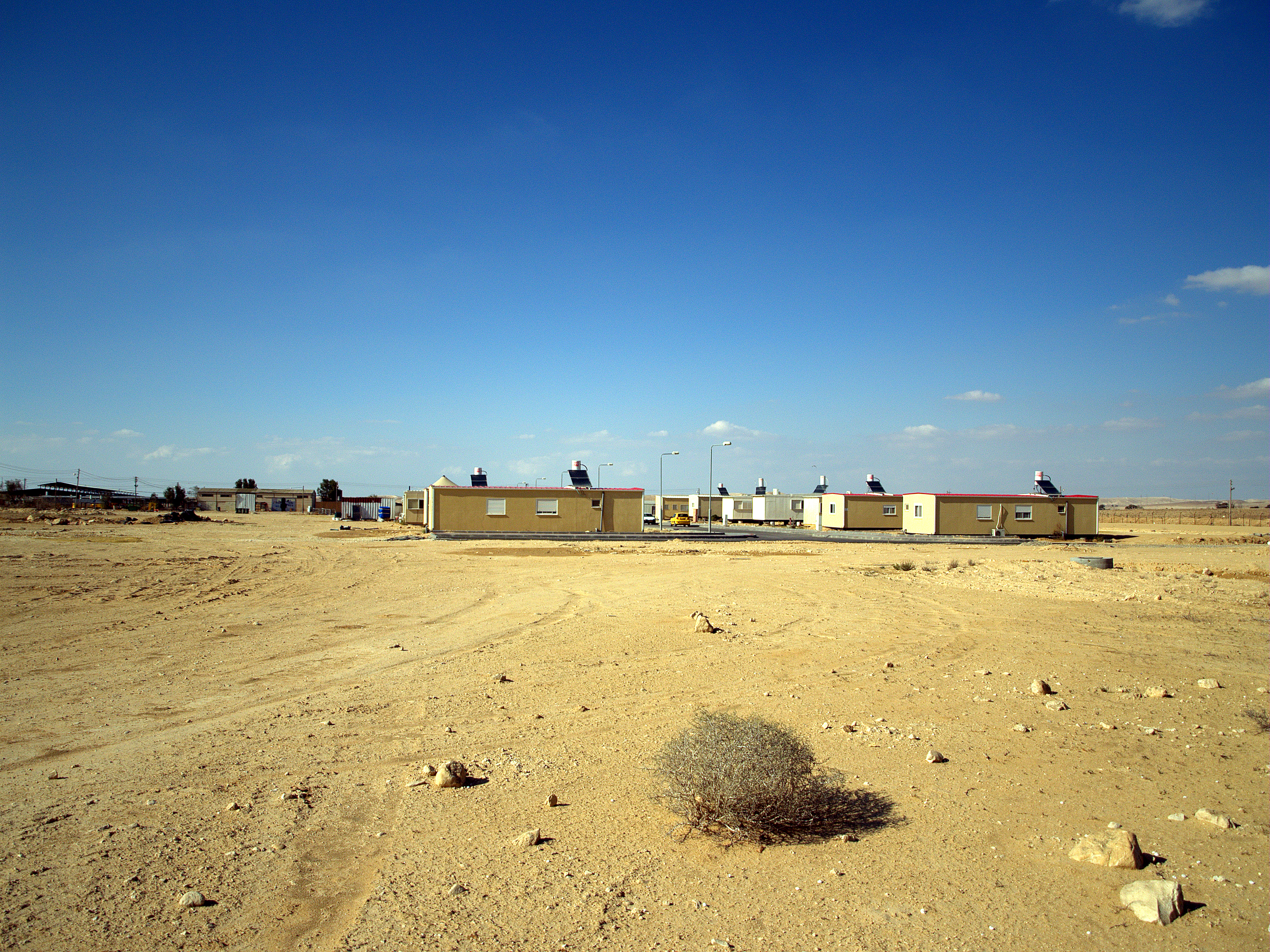
Een blauwdruk van een geplande nederzetting in de Negev

Dit betekende de verdrijving van de Negev-bedoeïenen en verwoesting van hun dorpen, zoals het dorp Al-Arakib/Al-Araqib, vijf mijl ten noorden van Beër Sjeva, dat sinds de eerste verwoesting in 2010, in januari 2025 voor de 234ste keer verwoest werd. De bewoners vestigden zich er elke keer weer. In 2020 bepaalde het Hooggerechtshof van Israël dat zes bewoners $135,000 moesten betalen voor de kosten van de verwoesting van hun dorp.
In 1953 werd het JNF gereorganiseerd en kwam het Keren Kajemet LeJisrael (KKL-JNF) tot stand.

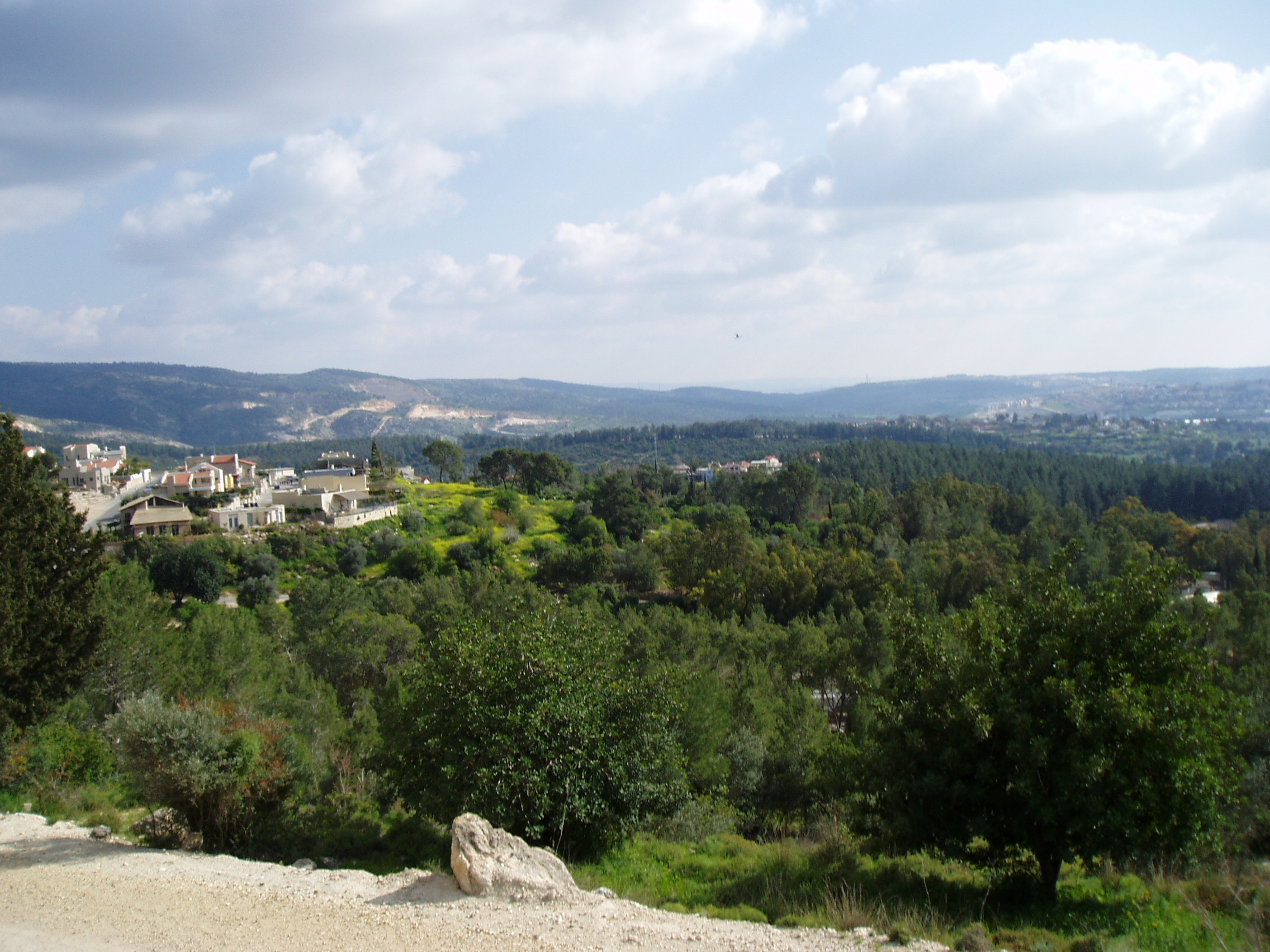
Eshtaol-Woud, aangeplant door het JNF

In 1960 werden door de Israëlische regering wetten aangenomen en de basis gelegd voor een nieuwe landpolitiek. Alle (in de oorlog van 1948 verworven) landbezit van de staat, het JNF of van de 'Development Autoriteit', waaronder de door Israël verwoeste Palestijnse dorpen, werd onder de verantwoordelijkheid gebracht van een nieuw staatsbureau: de Israël Land Administration (ILA). Dit had toen 93% van alle land van Israël in eigendom: 80% staatsgronden en 13% van het KKL-JNF. De staat Israël sloot hierbij een akkoord met de Zionistische Wereldorganisatie (WZO). De landpolitiek van de ILA wordt bepaald door de Israel Land Council (ILC) die uit 22 leden bestaat: 12 van de regering en 10 van het WZO.

#### Westelijke Jordaanoever
Het JNF heeft een door haar gesubsidieerde brancheorganisatie, Himanuta Company, die op een geheime manier en buiten de Raad van Commissarissen om namens KKL-JNF grondgebied en huizen op de door Israël bezette Westelijke Jordaanoever verwerft. Het gaat daarbij om grondgebied in de C-zone waar Israël op grond van de Oslo-akkoorden de bestuurlijke en militaire controle uitoefent. 
Op 27 augustus 2019 werd het huis en het restaurant van een Palestijnse familie, gelegen tussen Battir en Beit Jala na een juridische strijd van 15 jaar, door het Israëlische leger verwoest. De belastingpapieren van de familie uit de tijd van de Jordaanse bezetting (voor 1967), waren niet genoeg bewijs onder de Israëlische wet. De Peace Now Settlement Watch betwijfelde de koop door Himanuta, aangezien er van het gebied tussen Bethlehem en Jeruzalem geen landregistratie bestond.
Uit verkregen documenten in 2021 blijkt ook dat de Israëlische minister van Defensie het KKL-JNF rekruteerde om honderden dunams privaat Palestijns land op de Westelijke Jordaanoever te kopen voor kolonisten die op dat land werkten terwijl de Palestijnse eigenaars de toegang tot hun land werd ontzegd.

## Beschuldigingen tegen KKL-JNF

### Huisuitzetting van Palestijnen
Het KKL-JNF wordt beschuldigd van discriminatie en handelingen ten koste van Palestijnse inwoners, vaak in samenwerking met brancheorganisaties, zoals Himanuta. Ook wordt het KKL-JNF ervan beschuldigd met de Israëlische regering samen te werken om Palestijnen op de Westelijke Jordaanoever uit hun huizen te zetten of die te slopen, om Palestijnen van hun land te verjagen om er bos op te planten of voor andere doeleinden, zoals het bouwen van Israëlische nederzettingen.

### Groen wassen
De Nederlandse verzetsheld dominee Bastiaan Jan Ader kreeg van het Holocaustmuseum in Jeruzalem postuum een onderscheiding omdat hij met zijn onderduikorganisatie in de Tweede Wereldoorlog in Nederland 200-300 Joden redde. Hij werd in 1944 door de nazi's omgebracht. Ter nagedachtenis aan hem hadden dankbare oud-onderduikers geld gedoneerd aan KKL-JNF voor de aanplant van zo'n 1100 bomen en een gedenksteen in een bos nabij Jeruzalem. Toen zijn zoon Erik Ader in 2016 de gedenkplaats bezocht ontdekte hij dat dit bos was aangelegd op het in 1948 door Israël verwoeste Palestijnse dorp Bayt Natiff. Ook was er de kibboets Netiv Halamed-Heh gebouwd. Ader sprak daarop een morele aanklacht uit tegen KKL-JNF en verweet de organisatie etnische zuivering en daarbij misbruik van zijn vaders naam. Ook beschuldigde hij de Nederlandse staat die prefereerde onwetend te blijven over het onrecht dat de Palestijnen is aangedaan. Op 20 november 2016 schonk en plantte hij eenzelfde aantal van 1100 olijfbomen in het Palestijnse dorp Far'ata ten westen van Nablus op de Westelijke Jordaanoever.
De Joods-Israëlische historicus Motti Golani kan zich vinden in deze beschuldigingen: "Het land bedekken is de geschiedenis bedekken." Hij schreef in 2012 in "Two sides of the coin: Independence and Nakba" (over de Arabisch-Israëlische Oorlog van 1948) dat hij samen met de Palestijn Adel Manna zich veel moeite moest getroosten om het verhaal van de ander te horen en te erkennen. Hij maakt onderscheid tussen geschiedenis en collectief geheugen. Het eerste loopt van het verleden naar het heden. Het tweede loopt van het heden naar het verleden. Het wordt opgebouwd via kennisoverdracht (thuis, school, kerk, jeugdbeweging, het leger, de regering, ook wel door media). Bepaalde accenten worden benadrukt, andere zaken worden verzwakt of ontkend waardoor een beeld ontstaat. In het nationale verhaal van Israël wordt de Nakba gewist of wordt deze ontkend. KKL-JNF speelde hierin een belangrijke rol, zegt hij, "Hun doelstelling is 'het land groen maken', wat prima is, maar het betekent ook het land bedekken 'groenwassen'. Ze willen ook het geheugen bedekken: "Er was nooit een Palestina hier". Ze willen een geheugen creëren zonder Arabieren. Terwijl, denk ik, het ons niet zwakker maar juist stérker maakt ons verleden te erkennen."

#### Het Canadapark (een voorbeeld)

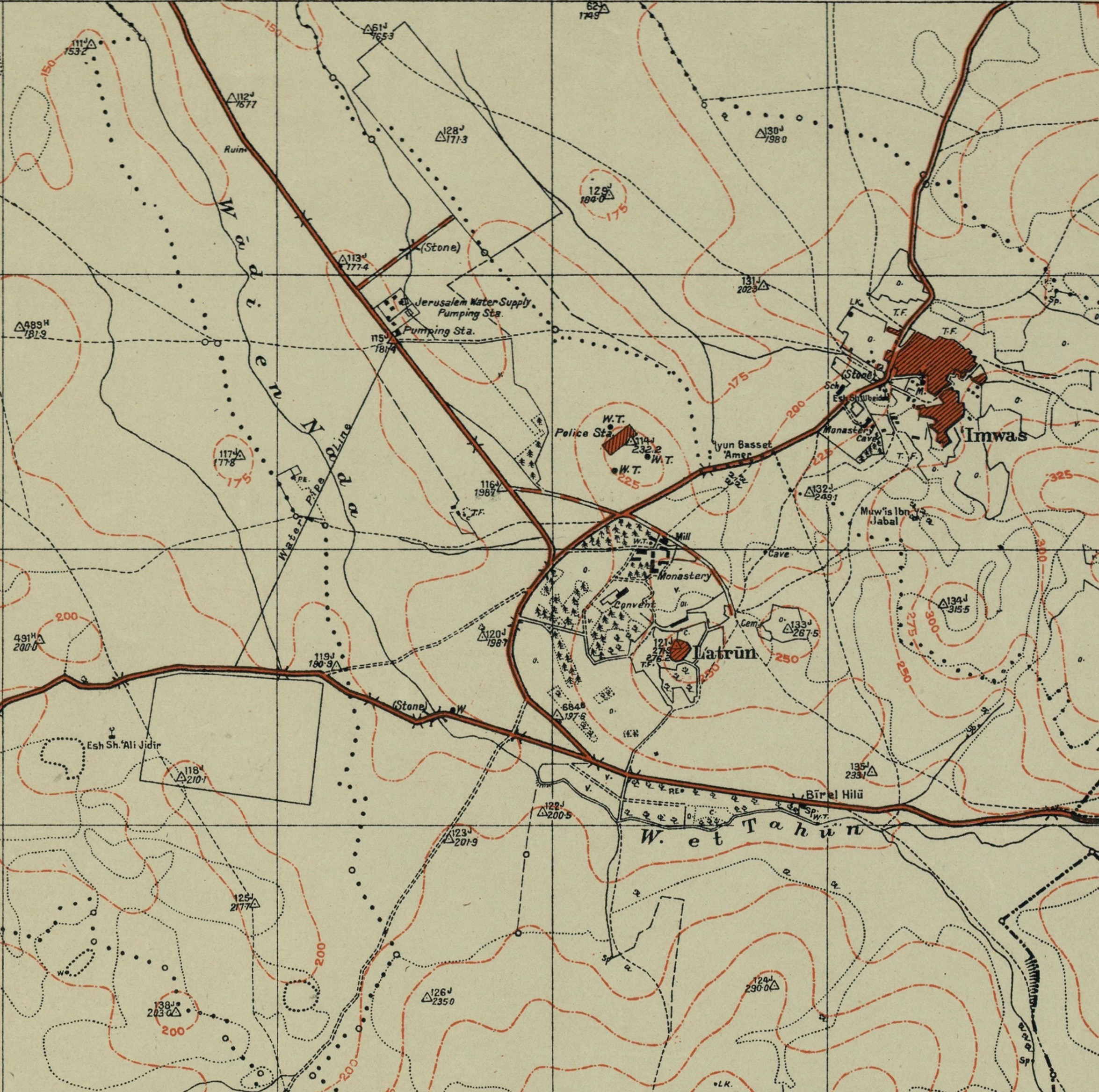
Latrun 1942 1:20,000

Het Canada Park, dat in 1970 gesticht is als Nationaal Park van Israël, ligt ten noorden van route 1 (Tel Aviv - Jeruzalem), tussen de Latroun-afrit en Sha'ar HaGai. Het in 1967 verwoeste dorpje Latrun met meest christelijke inwoners lag op deze heuveltop, gebouwd op de resten van een oud Kruisvaardersfort en onder meer resten van een Hasmonese vesting en een moskee. Aan de voet ervan bevindt zich nog een Trappisten klooster. Dit gebied werd in de oorlog van 1948 en uiteindelijk in die van 1967 door Israël met veel geweld veroverd om de weg van Tel Aviv naar Jeruzalem vrij te maken. Zo'n 5000 Palestijnen werden van hun grond verdreven. Met steun van het JNF-Canada werd op het grondgebied van drie verwoeste dorpen, en later van nog een aantal gesloopte dorpen, het Canadapark aangelegd; deels ook op Palestijns land van de bezette Westelijke Jordaanoever. Volgens Ilan Pappé werd het park met snelgroeiende dennenbomen beplant om het puin van de verwoeste dorpen te bedekken en bleef slechts een tiende deel van de inheemse boomsoorten bestaan.

### Verlies biodiversiteit
Op 21 juli 2019 werd er door de Israëlische krant Times of Israël verwezen naar een rapport van de 'Society for the Protection of Nature in Israel', wat in mei was uitgebracht met een waarschuwing om te stoppen met de bebossing in gevoelige natuurlijke ecosystemen in Israël om het natuurlijke landschap en biodiversiteit te behouden.

## Protesten
Op 2 januari 2011 schreef rabbijn Arik Ascherman (Rabbis for Human Rights) een Open brief aan KKL-JNF om te stoppen met het verwoesten van het Palestijnse bedoeïenendorpje Al-Araqib/El Arakib en de bijgelegen begraafplaats. in de Negev, zolang er nog rechtszaken bij het Hof lopen waarin bedoeïenen trachten te bewijzen dat het land hun eigendom is. Op diezelfde dag vonden er ook demonstraties plaats bij de kantoren van het KKL-JNF in West-Jeruzalem.
Op 5 oktober 2017 werd Al Araqib voor de 119de keer verwoest.
In december 2011 trad Seth Morrison, bestuurslid van KKL-JNF, terug uit protest tegen uitzettingsprocedures en de uitzetting van de Palestijnse familie Sumarin uit hun huis in Oost-Jeruzalem (Silwan). Dit volgde op een rapport in het dagblad Haaretz over betrokkenheid van KKL-JNF hierbij sinds 1991 - een middel waarmee het KKL-JNF onder andere land verwerft -, evenals uit protest tegen de samenwerking met nederzettingensorganisatie Elad. Morrison noemde huisuitzetting een schending van mensenrechten en een onderdeel van systematisch overhevelen van Palestijns eigendom naar Joodse kolonisten wat een duurzaam vredesverdrag belemmert. Hij had zich publiekelijk teruggetrokken vanwege de pogingen van het JNF/KKL om de immorele Israëlische 'Absentee Property Wet' te gebruiken om Palestijnse huizen in Oost-Jeruzalem en de bezette gebieden te stelen. In februari 2018 reageerde hij weer nadat hij vernomen had dat de JNF in de VS en de JNF/KKL in Israël nu samenwerken en met quasi-juridische middelen proberen huizen en bezit van de familie Sumarin en andere Palestijnen te stelen; middelen die geen enkele ware democratie zou accepteren.
In april 2021 eisten bestuursleden van het JNF/KKL een onmiddellijke stopzetting van alle plannen van de organisatie om land te kopen op de Westelijke Jordaanoever omdat dergelijke aankopen een schending is van de statuten.